# Jelena Bacewicz
Jelena Nikołajewicz Bacewicz z d. Łukjanczuk (ros. Елена Николаевна Бацевич z d. Лукьянчук; ur. 28 kwietnia 1968 w Tołoczynie) – rosyjska biathlonistka reprezentująca też ZSRR, dwukrotna medalistka mistrzostw świata.

## Kariera
W Pucharze Świata zadebiutowała 15 grudnia 1988 roku w Les Saisies, gdzie zajęła 11. miejsce w biegu indywidualnym. W zawodach tego cyklu jeden raz stanęła na podium: 14 grudnia 1989 roku w Obertilliach była druga w biegu indywidualnym. Rozdzieliła tam na podium dwie rodaczki: Jelenę Gołowinę i Łuizę Czeriepanową. Najlepsze wyniki osiągnęła w sezonie 1989/1990, kiedy zajęła ósme miejsce w klasyfikacji generalnej, a w klasyfikacji biegu indywidualnego była trzecia. W 1990 roku wystąpiła na mistrzostwach świata w Mińsku/Oslo, gdzie wspólnie z Gołowiną, Swietłaną Paramyginą i Swietłaną Dawydową zdobyła złoty medal w biegu drużynowym. Ponadto razem z Gołowiną i Dawydową zwyciężyła także w sztafecie. Na tej samej imprezie była też siódma w biegu indywidualnym. Nigdy nie wystartowała na igrzyskach olimpijskich.

## Osiągnięcia

### Mistrzostwa świata
| Rok  | Miejscowość | Konkurencje | Konkurencje | Konkurencje | Konkurencje | Konkurencje | Konkurencje | Konkurencje |
| Rok  | Miejscowość | IN          | SP          | PU          | MS          | RL          | MR          | SR          |
| ---- | ----------- | ----------- | ----------- | ----------- | ----------- | ----------- | ----------- | ----------- |
| 1990 | Mińsk/Oslo  | 7.          | –           | nd.         | nd.         | 1.          | nd.         | –           |

### Puchar Świata

#### Miejsca w klasyfikacji generalnej
| Sezon     | Miejsce |
| --------- | ------- |
| 1988/1989 | 31.     |
| 1989/1990 | 8.      |
| 1990/1991 | 55.     |

#### Miejsca na podium chronologicznie
| Lp. | Dzień      | Rok  | Miejscowość  | Konkurencja                | Lokata | Pudła   | Czas biegu | Strata  | Zwycięzca       |
| --- | ---------- | ---- | ------------ | -------------------------- | ------ | ------- | ---------- | ------- | --------------- |
| 1.  | 14 grudnia | 1989 | Obertilliach | Bieg indywidualny na 15 km | 2.     | 0+1+0+0 | 50:51,8    | +1:02,4 | Jelena Gołowina |